# Ella Carina Werner

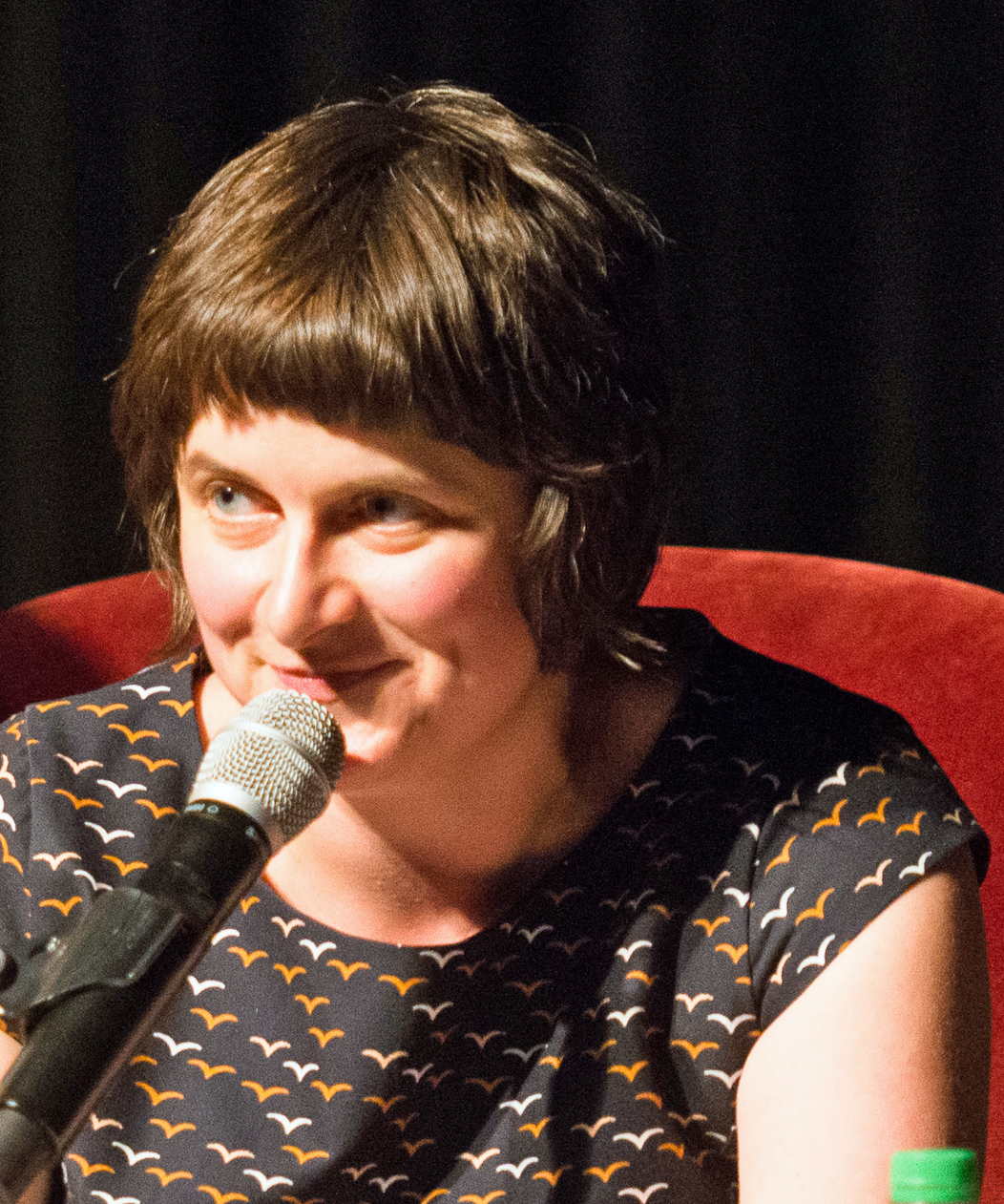
Ella Carina Werner bei einer Lesung (2017).

Ella Carina Werner (* 1979 in Hamburg) ist eine deutsche Autorin und Satirikerin. Seit 2022 ist sie Mitherausgeberin des Satiremagazins Titanic.

## Leben und Werk
Werner wuchs in Bad Oeynhausen (Ostwestfalen) als Tochter einer Bauchtänzerin und eines Psychologen auf. Sie studierte Angewandte Kulturwissenschaften in Lüneburg und arbeitete dann als Literaturveranstalterin für die Literaturwerkstatt Berlin und für das Hessische Literaturforum in Frankfurt am Main.
2007 veranstaltete sie mit Nadine Wedel in Berlin ein „Diary Slam“, das erste Tagebuch-Wettlesen im deutschsprachigen Raum, das sie seit 2011 in Hamburg etablierten, und gab mit ihr 2013 eine Anthologie mit „wieder ausgegrabenen Jugend-Tagebüchern“ heraus.
Von 2012 bis 2014 war sie Redakteurin der Zeitschrift für komische Literatur EXOT und von 2016 bis 2021 des Frankfurter Satiremagazins Titanic. Sie schrieb von 2015 bis 2021 in der taz die Satire-Kolumne „Die Wahrheit“ und veröffentlichte humoristische Aufsätze, Erzählungen und Reportagen im Missy Magazine, in der Frankfurter Rundschau und bei Zeit Online. Als Nachfolgerin von Max Goldt und Heinz Strunk schreibt sie die „Titanic“-Kolumne. Seit dem 8. März 2022 ist sie Herausgeberin der Titanic.
In ihrem 2012 erschienenen autobiografischen Roman Die mit dem Bauch tanzt erzählt von ihrer Mutter, die 1988 aus ihrem Hausfrauendasein ausbrach und die meistgebuchte Bauchtänzerin von Ostwestfalen-Lippe wurde. Ihren Kurzgeschichtenband Der Untergang des Abendkleides von 2020 beschrieb Arno Frank als „Skizzen über einen grotesken Alltag“. Nicht alle Geschichten seien „brüllend komisch, manche sogar rührend“ und bisweilen lese es sich „wie Kafka nach einem guten Joint“.
2025 legte sie das Buch „Der Hahn erläutert unentwegt der Henne, wie man Eier legt: Feministische Tiergedichte“ vor, mit dem sie erstmals öffentlich als Lyerikerin in Erscheinung trat.
Werner lebt mit ihrer Familie in Hamburg und betrieb dort von 2016 bis 2022 mit Piero Masztalerz, Anselm Neft und Katrin Seddig die Lesebühne „Liebe für alle“. Seit März 2023 ist sie Teil der monatlichen Lesebühne „Dem Pöbel zur Freude“ im Centralkomitee, der zudem Piero Maszlalerz, Johannes Floehr sowie Krieg und Freitag angehören.

## Bücher (Auswahl)
- Die mit dem Bauch tanzt. Eine ostwestfälische Familiengeschichte. Ullstein, Berlin 2012.
- mit Nadine Wedel: Ich glaube, ich bin jetzt mit Nils zusammen ... Das Beste aus wieder ausgegrabenen Jugend-Tagebüchern, Fischer Scherz, Frankfurt am Main 2013.
- Der Untergang des Abendkleides, Satyr Verlag, Berlin 2020.
- Mitherausgeberin: Niemand hat die Absicht, ein Matriarchat zu errichten. Komische Texte und Cartoons von Frauen, Satyr Verlag, Berlin 2023.
- Man kann auch ohne Kinder keine Karriere machen. Geschichten aus meinem Leben. Rowohlt, Hamburg 2023, ISBN 978-3-499-00987-7.
- Der Hahn erläutert unentwegt der Henne, wie man Eier legt. Feministische Tiergedichte, illustriert von Juliane Pieper, Kunstmann, München 2025, ISBN 978-3956146251.